# Vĩnh Viễn
Vĩnh Viễn là một xã thuộc thành phố Cần Thơ, Việt Nam.

## Địa lý
Xã Vĩnh Viễn có vị trí địa lý:
- Phía đông giáp xã Vĩnh Thuận Đông
- Phía tây giáp xã Lương Tâm và tỉnh An Giang
- Phía nam giáp xã Xà Phiên
- Phía bắc giáp xã Hỏa Lựu.

Xã Vĩnh Viễn có diện tích 68,86 km², dân số năm 2024 là 24.432 người,{mật độ dân số đạt 354 người/km².

## Lịch sử
Ngày 20 tháng 9 năm 1975, Bộ Chính trị ban hành Nghị quyết số 245-NQ/TW về việc hợp nhất tỉnh Cần Thơ (ngoại trừ huyện Thốt Nốt), tỉnh Sóc Trăng, tỉnh Trà Vinh, tỉnh Vĩnh Long thành một tỉnh, tên gọi tỉnh mới cùng với nơi đặt tỉnh lỵ sẽ do địa phương đề nghị lên.
Ngày 20 tháng 12 năm 1975, Bộ Chính trị ban hành Nghị quyết số 19/NQ về việc hợp nhất tỉnh Cần Thơ (bao gồm cả huyện Thốt Nốt của tỉnh Long Xuyên), tỉnh Sóc Trăng thành một tỉnh mới, tên gọi tỉnh mới cùng với nơi đặt tỉnh lỵ sẽ do địa phương đề nghị lên.
Ngày 24 tháng 2 năm 1976, Chính phủ Cách mạng lâm thời Cộng hòa miền Nam Việt Nam ban hành Nghị định số 3/NQ/1976 về việc hợp nhất tỉnh Cần Thơ, tỉnh Sóc Trăng và thành phố Cần Thơ thành một tỉnh mới, lấy tên là tỉnh Hậu Giang.
Ngày 21 tháng 4 năm 1979, Hội đồng Chính phủ ban hành Quyết định số 174-CP về việc chia xã Vĩnh Viễn thuộc huyện Long Mỹ thành xã Vĩnh Lập và xã Vĩnh Viễn.
Ngày 26 tháng 10 năm 1981, Hội đồng Bộ trưởng ban hành Quyết định số 119-HĐBT về việc:
- Thành lập huyện Mỹ Thanh thuộc tỉnh Hậu Giang.
- Chuyển xã Vĩnh Lập thuộc huyện Long Mỹ về huyện Mỹ Thanh mới thành lập quản lý.
- Xã Vĩnh Viễn thuộc huyện Long Mỹ.

Ngày 6 tháng 4 năm 1982, Hội đồng Bộ trưởng ban hành Quyết định số 64-HĐBT về việc:
- Đổi tên huyện Mỹ Thanh thành huyện Vị Thanh thuộc tỉnh Hậu Giang.
- Xã Vĩnh Lập thuộc huyện Vị Thanh mới đổi tên quản lý.
- Xã Vĩnh Viễn thuộc huyện Long Mỹ.

Ngày 26 tháng 12 năm 1991, Quốc hội ban hành Nghị quyết về việc chia tỉnh Hậu Giang thành tỉnh Cần Thơ và tỉnh Sóc Trăng.
Ngày 25 tháng 1 năm 1994, Ban Tổ chức – Cán bộ của Chính phủ ban hành Quyết định số 03/QĐ-TCCP về việc sáp nhập xã Vĩnh Lập thuộc huyện Vị Thanh vào xã Vĩnh Viễn thuộc huyện Long Mỹ.
Ngày 26 tháng 11 năm 2003, Quốc hội ban hành Nghị quyết số 22/2003/QH11 về việc chia tỉnh Cần Thơ thành thành phố Cần Thơ trực thuộc trung ương và tỉnh Hậu Giang.
Ngày 13 tháng 12 năm 2007, Chính phủ ban hành Nghị định số 182/2007/NĐ-CP về việc thành lập xã Vĩnh Viễn A thuộc huyện Long Mỹ trên cơ sở điều chỉnh 2.498,31 ha diện tích tự nhiên và 8.308 người của xã Vĩnh Viễn.
Sau khi điều chỉnh địa giới hành chính, xã Vĩnh Viễn còn lại 4.212,37 ha diện tích tự nhiên và 13.290 người.
Ngày 27 tháng 9 năm 2013, UBND tỉnh Hậu Giang ban hành Quyết định số 1584/QĐ-UBND về việc công nhận trung tâm xã Vĩnh Viễn đạt tiêu chuẩn đô thị loại V.
Ngày 15 tháng 5 năm 2015, Ủy ban Thường vụ Quốc hội ban hành Nghị quyết số 933/NQ-UBTVQH13 về việc:
- Thành lập thị xã Long Mỹ thuộc tỉnh Hậu Giang.
- Chuyển huyện lỵ huyện Long Mỹ về xã Vĩnh Viễn.

Ngày 19 tháng 12 năm 2017, UBND tỉnh ban hành Quyết định số 2402/QĐ-UBND về việc công nhận đô thị Vĩnh Viễn là đô thị loại V.
Ngày 12 tháng 3 năm 2019, Ủy ban thường vụ Quốc hội ban hành Nghị quyết 655/NQ-UBTVQH14 (nghị quyết có hiệu lực từ ngày 1 tháng 5 năm 2019). Theo đó, thành lập thị trấn Vĩnh Viễn, thị trấn huyện lỵ huyện Long Mỹ trên cơ sở toàn bộ 40,72 km² diện tích tự nhiên và 11.142 người của xã Vĩnh Viễn.
Tính đến ngày 31/12/2024:
- Thị trấn Vĩnh Viễn có 8 ấp: 1, 2, 3, 4, 5, 6, 11, 12.
- Xã Vĩnh Viễn A có 5 ấp: 6, 7, 8, 9, 10.

Ngày 12 tháng 6 năm 2025, Quốc hội ban hành Nghị quyết số 202/2025/QH15 về việc sắp xếp đơn vị hành chính cấp tỉnh (nghị quyết có hiệu lực từ ngày 12 tháng 6 năm 2025). Theo đó, sáp nhập tỉnh Hậu Giang và tỉnh Sóc Trăng vào thành phố Cần Thơ.
Ngày 16 tháng 6 năm 2025:
- Quốc hội ban hành Nghị quyết số 203/2025/QH15[20] về việc Sửa đổi, bổ sung một số điều của Hiến pháp nước Cộng hòa xã hội chủ nghĩa Việt Nam. Theo đó, kết thúc hoạt động của đơn vị hành chính cấp huyện trong cả nước từ ngày 1 tháng 7 năm 2025.
- Ủy ban Thường vụ Quốc hội ban hành Nghị quyết số 1668/NQ-UBTVQH15[1] về việc sắp xếp các đơn vị hành chính cấp xã của thành phố Cần Thơ năm 2025 (nghị quyết có hiệu lực từ ngày 16 tháng 6 năm 2025). Theo đó, thành lập xã Vĩnh Viễn thuộc thành phố Cần Thơ trên cơ sở toàn bộ 40,63 km² diện tích tự nhiên, quy mô dân số là 15.077 người của thị trấn Vĩnh Viễn và toàn bộ 28,23 km² diện tích tự nhiên, quy mô dân số là 9.355 người của xã Vĩnh Viễn A thuộc huyện Long Mỹ, tỉnh Hậu Giang.

Xã Vĩnh Viễn có 68,86 km² diện tích tự nhiên và quy mô dân số là 24.432 người.

## Xã hội

### Giáo dục
Trường THPT Tây Đô.

## Văn hóa
Chiến thắng 75 Tiểu đoàn địch năm 1973 ở ấp 1, xã Vĩnh Viễn được Bộ Văn hóa – Thông tin công nhận là di tích lịch sử.